# Resolutie 2433 Veiligheidsraad Verenigde Naties
Resolutie 2433 van de Veiligheidsraad van de Verenigde Naties werd unaniem aangenomen op 30 augustus 2018 en verlengde de UNIFIL-vredesmacht in Libanon verder met een jaar. Net als in 2017 was er lang onderhandeld tussen de Verenigde Staten en de andere leden van de Veiligheidsraad. Die wilden immers weinig veranderen aan het mandaat om de relatieve rust in Libanon niet te ondermijnen. De Verenigde Staten wilden zich harder opstellen tegenover Hezbollah, UNIFIL inkrimpen en een einddatum vaststellen om de vredesmacht terug te trekken.

## Achtergrond
Na de Israëlische inval in Zuid-Libanon eind jaren 1970 stationeerden de Verenigde Naties de tijdelijke vredesmacht UNIFIL in de streek. Die moest er de vrede handhaven tot de Libanese overheid haar gezag opnieuw kon doen gelden. In 1982 viel Israël Libanon opnieuw binnen voor een oorlog met de Palestijnse PLO. Midden 1985 begon Israël met terugtrekkingen uit het land, maar geregeld vonden nieuwe aanvallen en invasies plaats. Op 12 juli 2006 brak een oorlog uit tussen Hezbollah uit Libanon en Israël, die een maand zou duren. In 2012 dreigde de burgeroorlog in buurland Syrië over te waaien naar Libanon, dat meer dan een miljoen Syrische vluchtelingen opving. Daardoor liepen de sektarische spanningen tussen de christenen en moslims nog verder op.

## Inhoud

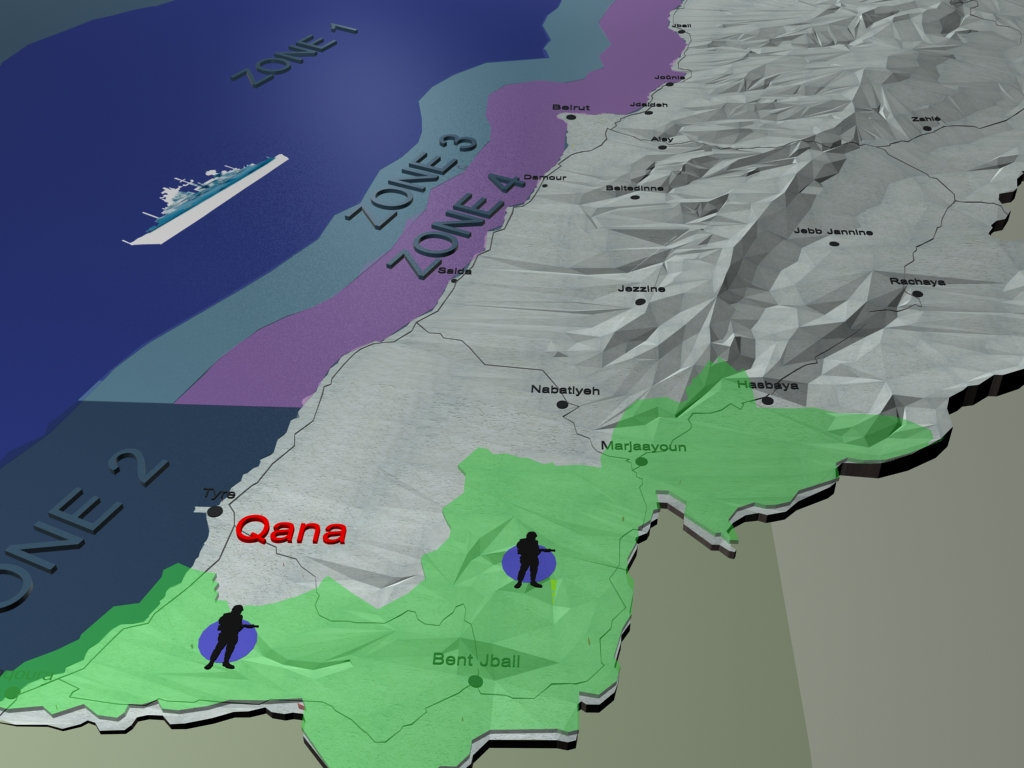
UNIFIL's operatiegebied in het zuiden van Libanon en de territoriale wateren van dat land.

Er werd vooruitgang gemaakt met het opnieuw op gang brengen van de Libanese overheid. Voor het eerst sinds 2009 waren parlementsverkiezingen gehouden, die waren gewonnen door Hezbollah en gelieerde partijen. De overheid had de Verenigde Naties opnieuw gevraagd de UNIFIL-vredesmacht met een jaar te verlengen. De Veiligheidsraad besloot de vredesmacht te verlengen tot 31 augustus 2019.
Op Israël en Libanon werd aangedrongen werk te maken van een permanent staakt-het-vuren, de wapenhandel aan banden te leggen en zich te onthouden van retoriek die het staakt-het-vuren in gevaar kon brengen of de regio destabiliseren. Hezbollah en andere groeperingen bezaten grote hoeveelheden wapens die onder meer vanuit Syrië werden aangevoerd. Ze verhinderden dat de Libanese overheid gezag kon uitoefenen over heel zijn grondgebied.
Verder moest het Libanese leger ontplooid worden in het zuiden van het land en in de territoriale wateren en verantwoordelijkheden overnemen van UNIFIL zodat die zijn maritieme task force kon inkrimpen. Israël werd opnieuw gevraagd zich terug te trekken uit Noord-Ghajar.
Lijst ·  2398 ·  2399 ·  2400 ·  2401 ·  2402 ·  2403 ·  2404 ·  2405 ·  2406 ·  2407 ·  2408 ·  2409 ·  2410 ·  2411 ·  2412 ·  2413 ·  2414 ·  2415 ·  2416 ·  2417 ·  2418 ·  2419 ·  2420 ·  2421 ·  2422 ·  2423 ·  2424 ·  2425 ·  2426 ·  2427 ·  2428 ·  2429 ·  2430 ·  2431 ·  2432 ·  2433 ·  2434 ·  2435 ·  2436 ·  2437 ·  2438 ·  2439 ·  2440 ·  2441 ·  2442 ·  2443 ·  2444 ·  2445 ·  2446 ·  2447 ·  2448 ·  2449 ·  2450 ·  2451